# Lauchschrecke

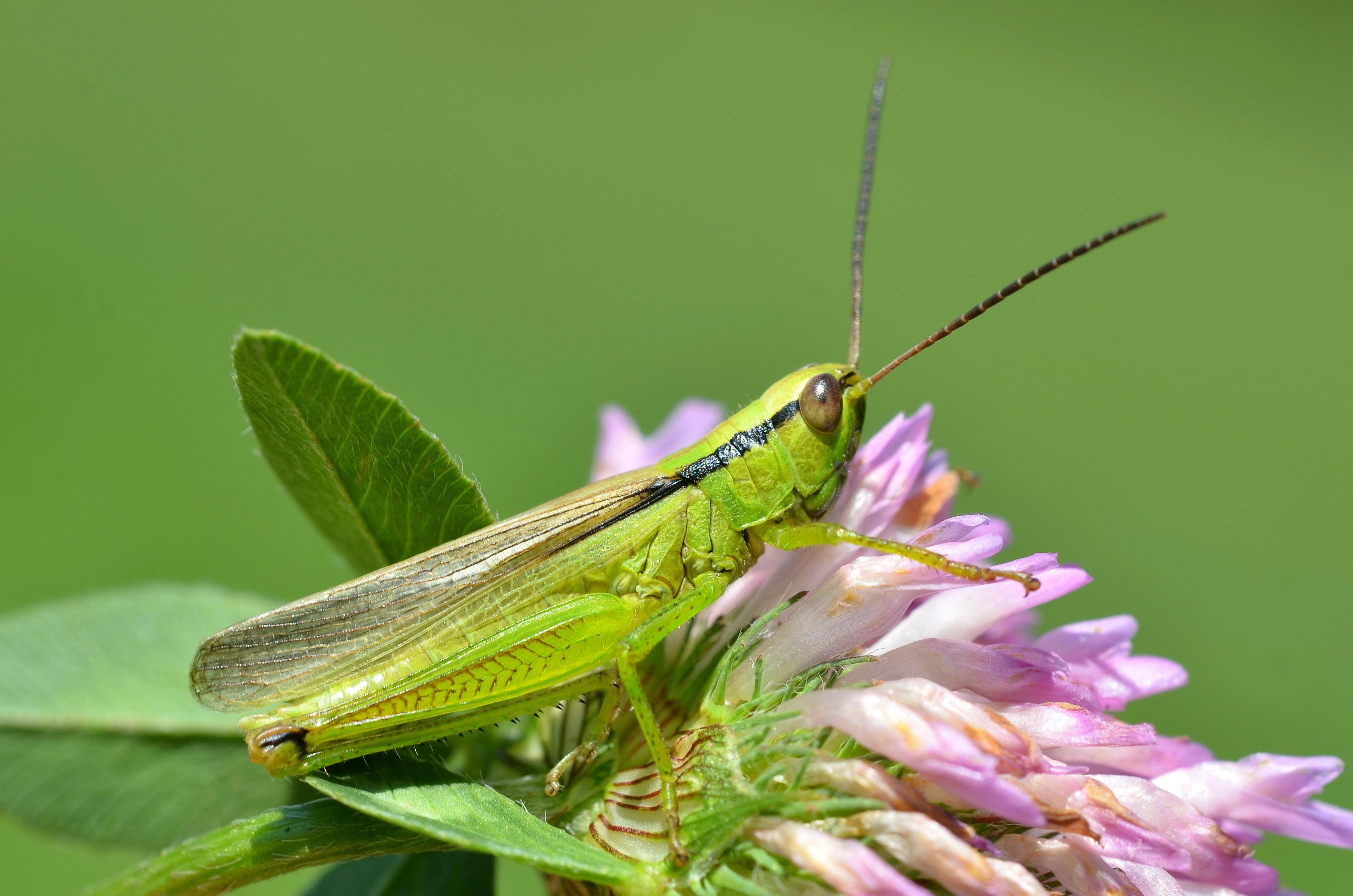
Männchen

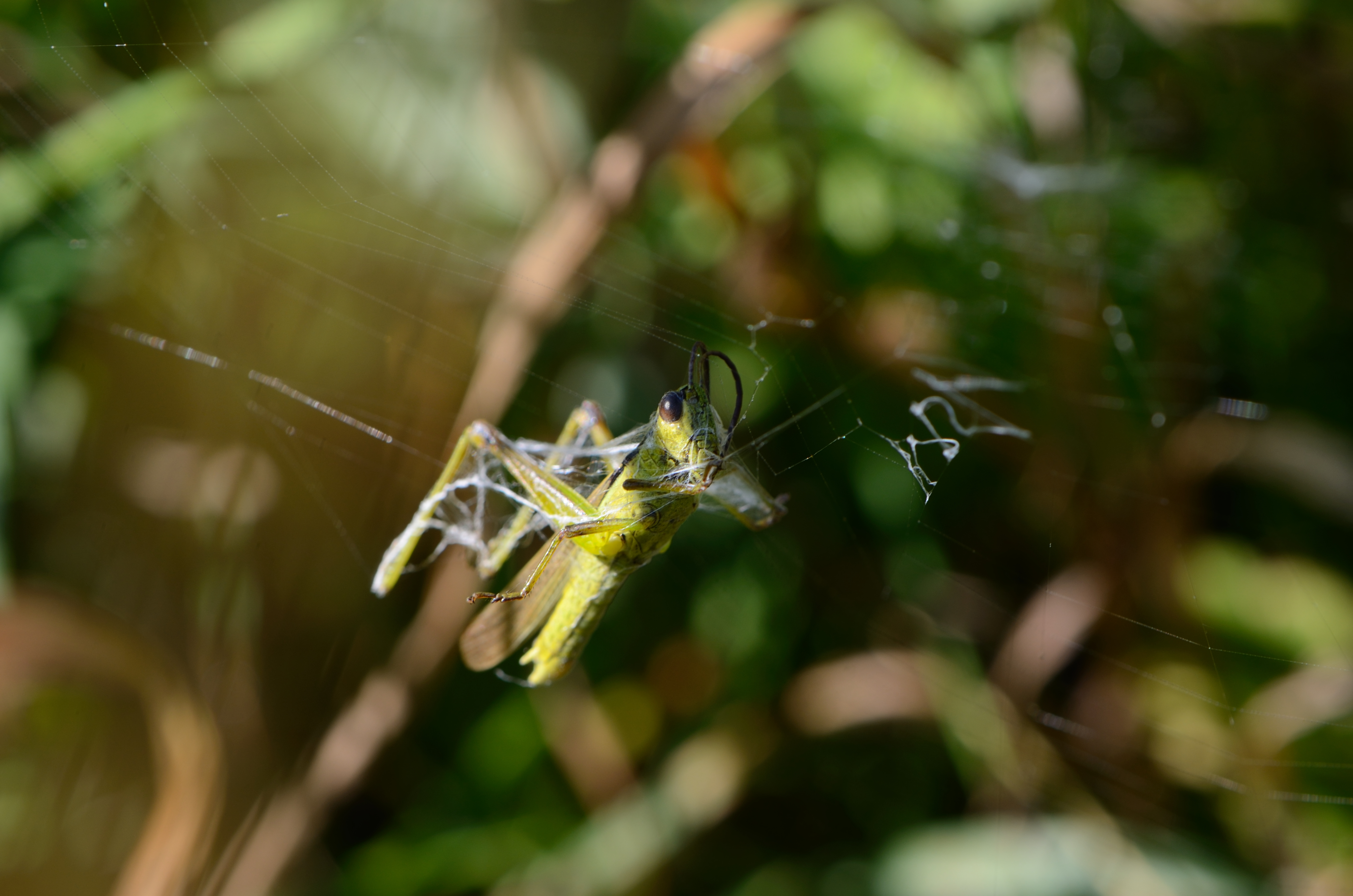
Ein Exemplar in einem Spinnennetz

Die Lauchschrecke (Mecostethus parapleurus) ist eine Art der zu den Heuschrecken gehörenden Kurzfühlerschrecken und von Westeuropa bis Japan verbreitet. Die wärmeliebende Art ist auch im Süden Deutschlands, in Österreich und in der Schweiz zu finden und besiedelt vorrangig feuchte Wiesen.

## Merkmale
Die Körperlänge der Männchen beträgt 17–23 mm, die der Weibchen 24–32 mm. Die Lauchschrecke hat eine relativ schlanke Gestalt mit einer charakteristischen Färbung und lässt sich dadurch gut erkennen. Die Grundfarbe ist hellgrün oder bräunlich-gelb. Markant ist eine scharf abgegrenzte schwarze Binde, die vom Auge über das Pronotum bis in die erste Flügelhälfte verläuft. Bei den Nymphen fehlt diese Binde meistens, sie sind fast vollständig hellgrün, die Oberseite des Abdomens ist jedoch leicht bräunlich. Ältere Nymphenstadien können diese Binde besitzen, jedoch fehlt sie meist auch bei älteren Nymphen und frisch gehäuteten Imagines. Die langen Flügel der adulten Tiere überragen die mehr oder weniger dunklen Hinterknie. Am unteren Rand der Flügel verläuft ein hellgrüner Saum. Oberhalb davon sowie zum Ende hin sind die Flügel leicht bräunlich. Ältere Nymphenstadien weisen gut erkennbare Flügelknospen auf, die bereits mehrere Abdominaltergite überragen können. Auf dem Pronotum ist ein feiner Mittelkiel vorhanden, Seitenkiele fehlen. Die Männchen besitzen eine kegelförmig zugespitzte Subgenitalplatte.
Die für Kurzfühlerschrecken typischen Gesänge äußert die Lauchschrecke nicht. Lediglich bei der Balz können leise Geräusche erzeugt werden, die an den Gesang der Großen Goldschrecke (Chrysochraon dispar) erinnern. Die Männchen führen ansonsten gelegentlich Stridulationsbewegungen durch, bei denen aber keine hörbaren Geräusche entstehen.

### Ähnliche Arten
Obwohl die Art allgemein gut erkennbar ist, kann es zu Verwechslungen kommen. Der Sumpfgrashüpfer (Pseudochorthippus montanus) und der Gemeine Grashüpfer (Pseudochorthippus parallelus) bleiben mit 13–25 mm deutlich kleiner und ihre Flügel überragen die Hinterknie nicht. Die Grüne Strandschrecke (Aiolopus thalassinus) und die Braune Strandschrecke (Aiolopus strepens) besitzen eine dunkle Fleckenzeichnung und Querbinden auf den Flügeln. Auch die oftmals in den gleichen Habitaten vorkommende Sumpfschrecke (Stethophyma grossum) ist ähnlich. Sie ist kräftiger gebaut, bunter und kontrastreicher gefärbt und ihre Hinterschenkel haben auffällig rote Unterseiten.

## Verbreitung
Das Verbreitungsgebiet der Art reicht vom Norden der Iberischen Halbinsel bis nach Japan. In Westeuropa kommt die Art isoliert im Kantabrischen Gebirge vor und außerdem von den Pyrenäen über Frankreich bis Zentraleuropa. Die nördlichen Landesteile sowie der küstennahe Bereich am Mittelmeer werden jedoch weitestgehend nicht besiedelt. In Zentraleuropa lebt die Art im Süden und Südwesten Deutschlands, in der Schweiz, im äußersten Norditalien sowie in Österreich und Slowenien. Weiter östlich lebt die Art an wenigen Stellen im südlichsten Tschechien, im Süden der Slowakei, in Ungarn, Kroatien, Bosnien und Herzegowina und von den genannten Ländern aus bis in die Karpaten und weiter südlich bis an die Schwarzmeerküste von Bulgarien und dem südlichen Rumänien. Die Mittelmeerküsten werden auch an der Adria stets gemieden. Im Süden des Areals wird der Norden Griechenlands erreicht. Auch in der Republik Moldau ist die Art in einem isolierten Gebiet verbreitet, ebenso in angrenzenden Teilen der Ukraine und Rumäniens. Weiter östlich zieht sich das Verbreitungsgebiet vom Süden der Ukraine bis zum Süden Russlands und dem Kaspischen Meer. Auch Vorkommen im Kaukasus und Norden der Türkei scheinen zu existieren. Im Osten gibt es Vorkommen in der russischen Region Altai sowie in der Region Primorje, im Nordosten Chinas, auf der Koreanischen Halbinsel und in Japan, hier von Kyūshū bis Hokkaidō.
In Deutschland kommt die Art hauptsächlich von der Grenzregion mit der Schweiz und Frankreich entlang des Oberrheingrabens nach Norden bis ins Rhein-Main-Gebiet (hier etwa bis auf Höhe der Mainmündung und meist nahe des Rheins) und nach Osten über die Bodenseeregion bis nach Bayern vor. Außerdem im Südosten bis Osten Bayerns, vor allem entlang der Donau und Isar. Weitere isolierte Vorkommen in Baden-Württemberg und Bayern sind bekannt. In der Schweiz ist die Art in Lagen unterhalb von 1000 m im Mittelland und in Tallagen des Tessins und Wallis zu finden. In Österreich ist die Art weit verbreitet, fehlt jedoch in vielen Regionen im Nordosten sowie im östlichen Teil der österreichischen Alpen.

## Lebensraum
Die wärmeliebende Art besiedelt Stromtalwiesen, Feuchtwiesen, Flachmoore und Uferbereiche von Seen und Fließgewässern. Diese liegen oft im Einflussgebiet natürlicher Hochwasserereignisse. Neben natürlichen Feuchtwiesen besiedelt sie auch Kunstwiesen und intensiv bewirtschaftete Flächen. Auch auf Trockenwiesen ist die Art regelmäßig zu finden, hält sich dann aber an mikroklimatisch feuchten Bereichen mit einer dichten Krautschicht auf. Dichte Grasblattbestände werden bevorzugt. Im Schweizer Mittelland kommt die Art in gedüngten Kunstwiesen häufiger vor als in natürlichen Lebensräumen. Die Art lebt vor allem in mittelhoher Vegetation (30–50 cm).

## Lebensweise
Phänologie
Nymphen dieser späten Art findet man von Juni bis September, adulte Tiere von Juni bis November, vor allem jedoch von Juli bis September. Die Eier werden in den Boden abgelegt. Dabei werden im Mittel 15 Eier in einer etwa 10 mm langen und 5 mm breiten, bräunlichen Oothek in den Boden gelegt. Die Nymphen durchlaufen 5 Stadien bis zur Adulthäutung, die zwischen Ende Juni und Mitte August stattfindet, meist jedoch später im Juli.
Die Imagines sind gute Flieger und legen bei Fluchtsprüngen mehrere Meter zurück. In geeigneten Habitaten kann die Art sehr hohe Individuendichten erreichen. Lauchschrecken sind Pflanzenfresser und fressen Gräser, vermutlich auch Kräuter.

## Gefährdung
In der Roten Liste gefährdeter Arten Deutschlands von 2011 ist die Lauchschrecke als gefährdet (RL 3) eingestuft worden. In der Schweiz gilt die Art als nicht gefährdet (LC), in Österreich als potenziell gefährdet (NT). Generell gilt die Art als nicht gefährdet. Eine Gefährdungsursache der Art kann die Nutzungsaufgabe und Intensivierung feuchter Wiesen darstellen. Gerade die Stromtalwiesen gehörten zu den ersten Lebensräumen, die mit der Intensivierung der Landwirtschaft verloren gegangen sind. Mit ihnen schwanden lokal auch die Lauchschrecken. Da die Art jedoch auch mehrfach pro Jahr gemähte Kunstwiesen besiedelt und sich scheinbar gut an die moderne Landwirtschaft anpassen kann, und da sie als wärmeliebende Art von der globalen Erwärmung profitiert, ist davon auszugehen, dass die Art ihr Verbreitungsgebiet nach Norden hin ausweiten kann und keine zukünftigen Bestandsrückgänge zu erwarten sind. In Deutschland wurde die Art 2011 bereits von der Gefährdungskategorie stark gefährdet (RL 2) in die Kategorie gefährdet (RL 3) umgestuft.

## Taxonomie
Die Art wurde 1822 von Jacob Johann Hagenbach als Gryllus parapleurus erstbeschrieben. Weitere Synonyme sind Gryllus alliaceus Germar, 1825, Parapleurus fastigiatus Rehn, 1902 und Parapleurus typus Fischer, 1853.
Über die Gattungszuordnung der Art gab es jahrzehntelang Konfusion. 1852 stellte Franz Xaver Fieber (in einer Veröffentlichung des schlesischen  Gymnasiallehrers August Kelch) die Gattung Mecostethus neu auf, für die beiden Arten Gryllus parapleurus Hagenbach und Gryllus grossus Charpentier (synonym Gryllus (Locusta) grossus Linnaeus). Ein Jahr später spaltete derselbe Autor diese Gattung wieder auf und schuf für diese Art die neue Gattung Parapleurus, dabei schuf er, um ein Tautonym zu vermeiden, den Ersatznamen Parapleurus typus. Da der Name synonym zu der 1825 beschriebenen, aber irrtümlich auf 1817 datierten Gryllus alliaceus ist, wurde die Art viele Jahrzehnte unter dem synonymen Namen Parapleurus alliaceus (Germar, 1825) in einer monotypischen Gattung Parapleurus geführt, so zum Beispiel von Kurt Harz in seinem Standardwerk Die Orthopteren Europas. 1910 legte William Forsell Kirby nachträglich die Art Gryllus alliaceus Germar (d. h. eigentlich Gryllus parapleurus, da der Name dazu synonym ist) als Typusart der Gattung Mecostethus fest. Beide Gattungen können aber nicht nebeneinander Bestand haben, da sie dadurch dieselbe Typusart haben. Aufgrund eines Übertragungsfehlers in älteren Werken nahmen viele Entomologen lange Zeit an, der Artname  Gryllus alliaceus wäre von Ernst Friedrich Germar im Jahr 1817 eingeführt worden (richtig ist 1825). Wenn dies richtig gewesen wäre, wäre dies der gültige Name für diese Art. Durch die Korrektur wurde er nun zum jüngeren Synonym von Hagenbachs bereits 1822 vergebenen Namen.

### Unterarten
- Mecostethus parapleurus parapleurus (Hagenbach, 1822)
- Mecostethus parapleurus turanicus Tarbinsky, 1928[4]